# Station Mieszków
Station Mieszków is een spoorwegstation in de Poolse plaats Mieszków.